# Starcamp EP
«Starcamp EP» es el decimoséptimo single de la cantante japonesa y seiyū Nana Mizuki. Salió el 6 de febrero de 2008. «Starcamp EP» contiene las canciones de apertura y cierre del anime Rosario + Vampire.

## Canciones
1. «Astrogation»
  - Letra: Hibiki
  - Compositor: Jun Suyama
2. «COSMIC LOVE»
  - Letra: Ryoji Sonoda
  - Compositor: Junpei Fujita (Elements Garden)
  - Opening para el anime Rosario + Vampire.
3. «Dancing in the velvet moon»
  - Letra: Nana Mizuki
  - Compositor: Noriyasu Agematsu (Elements Garden)
  - Ending para el anime Rosario + Vampire.
4. «Soradokei» («空時計»?)
  - Letra: SAYURI
  - Compositor: Tsutomu Ohira

## Posicionamiento
| Listas                | Posición | Ventas | Tiempo en listas |
| --------------------- | -------- | ------ | ---------------- |
| Oricon Weekly Singles | #5       | 58,175 | 14 semanas       |

- Datos: Q1317321